# Estadio Ramón Sánchez Pizjuán
Estadio Ramón Sánchez Pizjuán – hiszpański stadion piłkarski położony w mieście Sewilla, w Hiszpanii. W tym obiekcie swoje mecze rozgrywa drużyna z Primera División, Sevilla FC. W swojej historii stadion był miejscem organizowania m.in. takich spotkań jak finał Pucharu Europy Mistrzów Klubowych 1986 pomiędzy Steauą Bukareszt a FC Barceloną. Stadion gościł także drużyny w Mistrzostwach Świata w 1982 roku, wtedy też na Estadio Ramón Sánchez Pizjuán został rozegrany półfinał tych rozgrywek pomiędzy Niemcami a Francją.
Stadion został wybudowany w 1957 roku, w miejsce starego obiektu Estadio Nervion. Obecnie Sánchez Pizjuán może pomieścić 43 883 widzów. Stadion ma przydomek La Bombonera (taki sam przydomek nosi słynna La Bombonera czyli Stadion Alberto J. Armando, gdzie na co dzień występuje drużyna Boca Juniors).

## Pozostałe informacje

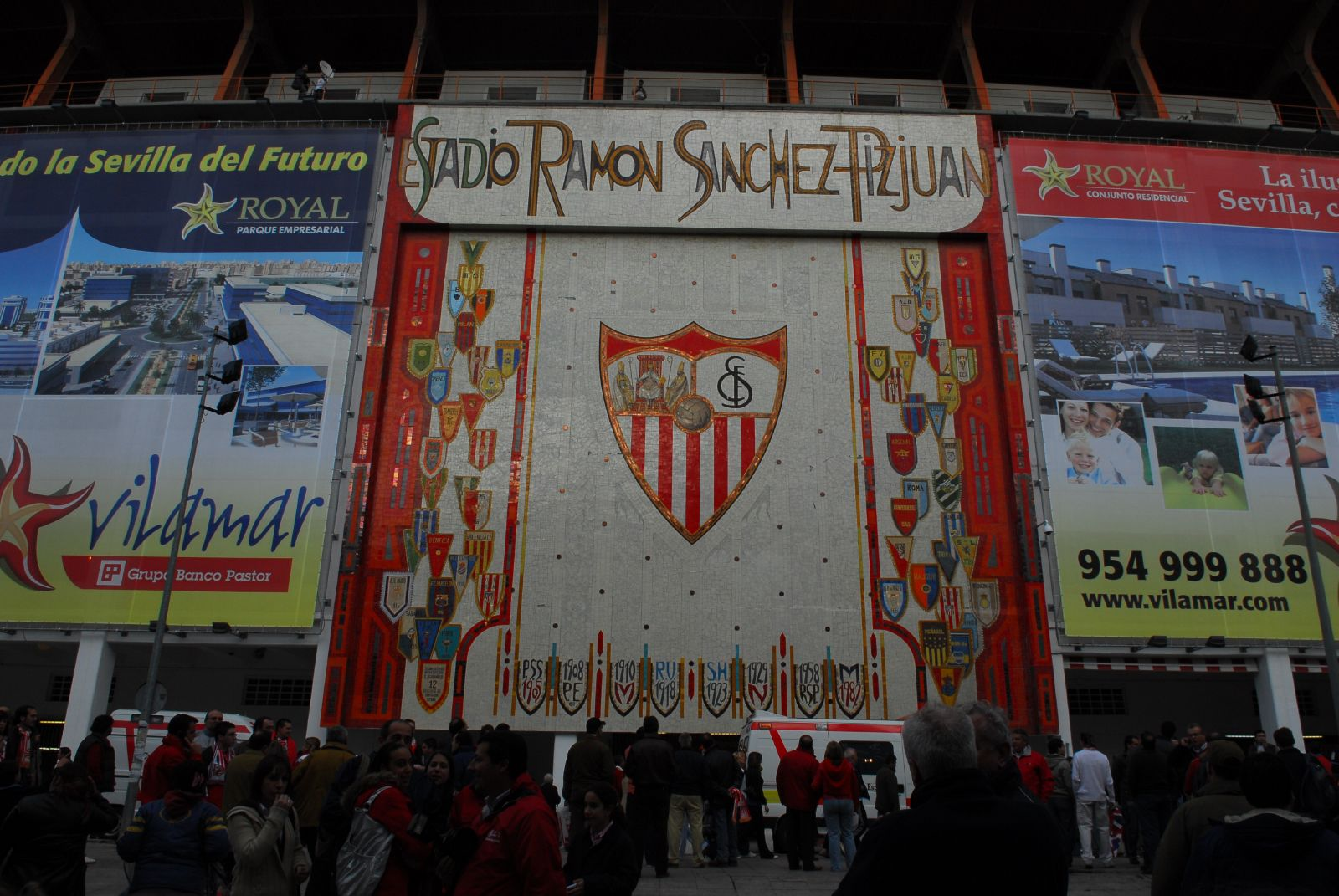
Główna Brama wejściowa na Sánchez Pizjuán

- Reprezentacja Hiszpanii nigdy nie przegrała meczu międzynarodowego rozgrywanego na Sánchez Pizjuán
- w europejskich pucharach zespół Sevilli przegrał tylko raz; miało to miejsce w 2006 roku w fazie grupowej Pucharu UEFA pomiędzy Sevillą a AZ Alkmaar